# Lachenalia nardousbergensis
Lachenalia nardousbergensis är en sparrisväxtart som beskrevs av G.D.Duncan. Lachenalia nardousbergensis ingår i släktet Lachenalia och familjen sparrisväxter. Inga underarter finns listade i Catalogue of Life.